# TT188
Das Grab TT188 (Theban Tomb – Thebanisches Grab Nummer 188) befindet sich in Theben-West beim modernen Ort Luxor in Ägypten im Nekropolenteil, der heute al-Asasif genannt wird. Die Grabanlage gehört dem Mundschenk Parennefer, der unter Echnaton lebte und amtierte. 
Die dekorierte Grabkapelle besteht aus einer langen Querhalle, die voll mit Reliefs dekoriert war, dahinter befindet sich ein länglicher Schrein, der jedoch nie dekoriert war. Vor der Querhalle befindet sich ein Hof. Diverse Schächte führen von der Querhalle zu Grabkammern, die vor allem in der 21. Dynastie wieder genutzt wurden.

## Grabdekoration

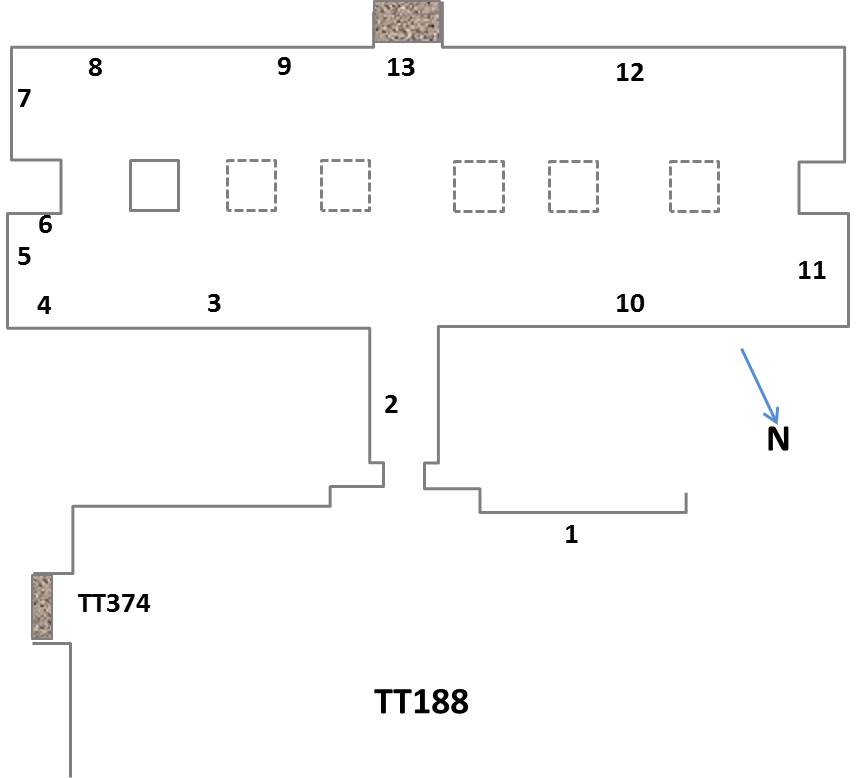
Plan der Grabkapelle

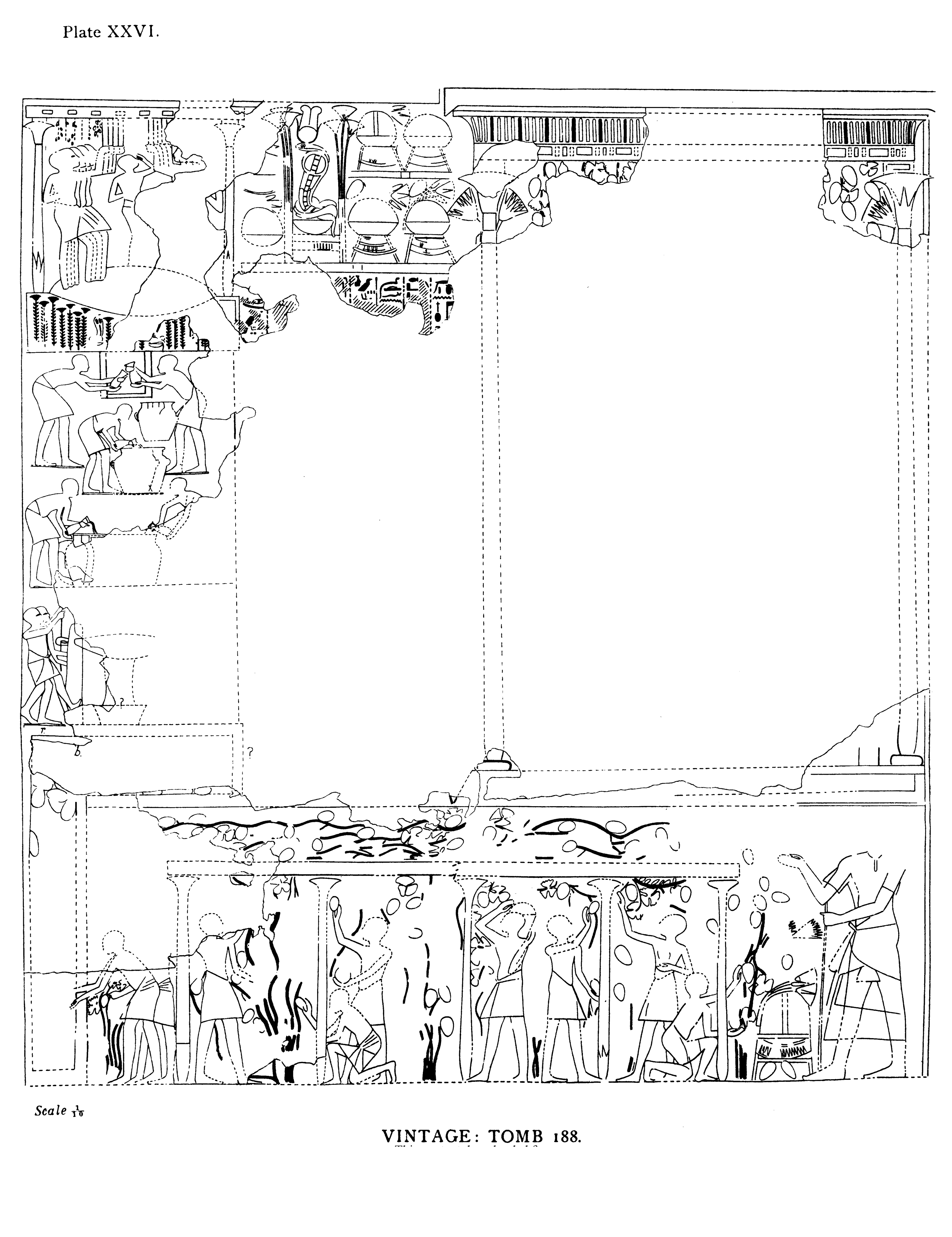
Weinernte

Die Reliefdekoration der Grabkapelle ist stark zerstört, nur die rechte Seite der Nordwand ist besser erhalten. Die Fassade der Grabkapelle zeigte Darstellungen des Echnaton und der Nofretete beim Opfer vor Aton. Die Szenen sind nur sehr schlecht erhalten und können nur durch wenige Reste und im Vergleich zu besser erhaltenen Szenen rekonstruiert werden. Die Türrahmung der Eingangsfassade zeigt Parennefer beim Opfer und nennt seine Titel. 
Der Durchgang zur Querhalle zeigte Parennefer und eine Frau, deren Name verloren ist. Auf der Ostseite ist ein Gebet an Re-Harachte erhalten. 
Die am besten erhaltene Wand in der Querhalle befindet sich auf der Nordseite, links vom Eingang zum Schrein. Hier sieht man in mehreren Registern Arbeiter in einem Speicher. Ganz links befand sich die Darstellung von Echnaton in seinem Erscheinungsfenster, doch ist die Figur des Herrschers vollkommen verloren. Davor steht die lebensgroße Figur des Parennefer, der dem König seine Aufwartung macht. Dahinter ist wiederum ein Speicher dargestellt sowie diverse Arbeiter beim Scheffeln von Getreide. Rechts davon findet man in drei Registern ein Schreibbüro und darunter die Darstellung des Zählens von Getreide. In einem weiteren Abschnitt der Wand sieht man zweimal Parennefer und davor Reihen von Bediensteten, die ihm seine Aufwartung machen und Gaben bringen. Die linke Seite der Nordwand ist nur schlecht erhalten. Ganz rechts war der König beim Opfer zu sehen. Ganz links war ein Tempel dargestellt mit dem König und Parennefer dahinter.
Die Südwand zeigte auf der linken Seite den König in einem Baldachin und Parennefer, wie er vom König Geschenke erhält. Der Baldachin zeigt im oberen Teil die Sonnenscheibe des Aton. Der Herrscher, dessen Bild vollkommen verloren ist, erscheint hier mit seinem Geburtsnamen Amenhotep. Auf der rechten Seite derselben Wand befand sich wiederum die Darstellung des Herrschers in einem Baldachin, davor ist Parennefer siebenmal dargestellt, wie er dem König seine Aufwartung macht.
Auf der Ostwand, einer Schmalseite der Querhalle, sind Reste einer Weinernte erhalten. Die gegenüberliegende Westwand zeigt das Bringen von Rindern.
Die Figuren des Königs sind systematisch aus der Wand gehauen worden. Auch der Name des Parennefer wurde ausgehackt, ist aber an einigen Stellen übersehen worden.

## Allgemeines
Parennefer hatte ein weiteres Grab in Amarna (Amarna Grab 7). In seinem 6. Regierungsjahr verlegte Echnaton die Hauptstadt des Landes von Theben nach Amarna. Die meisten Beamten folgten ihm und legten ein neues Grab in Amarna an. Die Arbeiten im Grab des Parennefer sind also vor dem 6. Regierungsjahr abgebrochen worden. Echnaton wechselte innerhalb seiner Regierungszeit seinen Namen von Amenophis zu Echnaton. Im Grab des Parennefer wird der König noch Amenophis genannt, was wiederum unterstreicht, dass das Grab in die frühe Regierungszeit des Herrschers einzuordnen ist.
Einzelne gut erhaltene Szenen im Grab sind von Norman de Garis Davies 1923 publiziert worden. Eine umfassende Dokumentation der Grabdekoration legte 2022 Susan Redford vor.